# یوهو کوستی پاسیکیوی
یوهو کوستی پاسیکیوی (انگلیسی: Juho Kusti Paasikivi؛ زاده ۲۷ نوامبر ۱۸۷۰ – درگذشته ۱۴ دسامبر ۱۹۵۶) یک سیاست‌مدار اهل فنلاند بود.

## زندگی‌نامه
در خانواده ای بازرگان متولد شد. پس از یتیم شدن در سن ۱۴-سالگی خاله‌اش به تربیت او مشغول بود. در ایّام جوانی در ورزش سبک و ژیمناستیک فعالانه مشغول بود. سال ۱۸۹۷ دانشگاه امپراتوری اسکندر را ختم نموده، مدرک حقوق‌شناسی را گرفته‌است. در همان سال او با انّه متیلد فارسمن ازدواج کرد، که از ازدواجش با پاسیکیوی چهار فرزند متولد شد. در سال ۱۹۰۱ او عنوان دکتری را گرفت و استادیار حقوق اداری دانشگاه شد. سال ۱۹۰۳ رئیس خزانه‌داری دولت شده، تا سال ۱۹۱۴ در این وظیفه ماند.
در سال‌های ۱۹۰۳–۱۹۱۳ و ۱۹۱۷–۱۹۱۸، او عضو هیئت‌های حاکمه حزب قدیمی فنلاند بود، با سیاست روسی‌سازی مخالف بود، اما مخالف اقدامات رادیکال بود. از سال ۱۹۰۷ تا ۱۹۱۳ عضو سیمای فنلاند بود. در ۱۹۱۴–۱۹۳۴ او مدیر کل بانک Kansallis-Osaka-Pankki بود. در ماه مه - نوامبر ۱۹۱۸ - نخست‌وزیر فنلاند بود. او در این سمت طرفدار برقراری حکومت سلطنتی در کشور بود.
او رهبری هیئت فنلاند را در مذاکرات صلح بین اتحاد جماهیر شوروی و فنلاند برعهده داشت که در ۱۴ اکتبر ۱۹۲۰ پیمان صلح تارتو را بین فنلاند و روسیه امضا کرد.
او در سال ۱۹۳۱ بیوه شد و سه سال بعد با آلینا والو ازدواج کرد. در سال ۱۹۳۴، او به عنوان سفیر در سوئد منصوب شد، جایی که او فعالانه برای ایجاد یک اتحاد دفاعی فنلاند-سوئد کار کرد. در سال ۱۹۳۹ در مذاکرات اتحاد جماهیر شوروی و فنلاند رئیس هیئت فنلاند شد و پس از شروع جنگ بین دو کشور، بدون پرتفوی سمت وزیر را به عهده گرفت. در ۱۳ مارس ۱۹۴۰، او پیمان صلح مسکو را امضا کرد که به جنگ زمستانی (۱۹۳۹–۱۹۴۰) پایان داد.
در پایان جنگ ادامه (۱۹۴۱–۱۹۴۴) در نوامبر ۱۹۴۴، او دوباره به نخست‌وزیری فنلاند منصوب شد و پس از آن تلاش‌ها برای احیای روابط حسن همجواری با اتحاد جماهیر شوروی را رهبری کرد. تحت فشار دولت شوروی مجبور شد اعضای حزب کمونیست را به دولت پیشنهاد دهد که در تاریخ کشور بی‌سابقه بود. در آوریل ۱۹۴۵، او بر اساس توافق بین سه جناح اصلی مجلس: کمونیست‌ها، سوسیال دموکرات‌ها و اتحادیه ارضی، دولت دوم را تشکیل داد.
او در ۱۱ مارس ۱۹۴۶ جانشین کارل مانرهایم به عنوان رئیس‌جمهور فنلاند شد. او در این سمت به‌طور کلی به مسائل سیاست خارجی و به ویژه تثبیت روابط با اتحاد جماهیر شوروی توجه زیادی داشت. خط مشی او خط Paasikivi-Kekkonen نام داشت.
در انتخابات ریاست جمهوری ۱۹۵۰، او ۱۷۱ رای از ۳۰۰ رای کالج الکترال را به دست آورد. اولویت‌های اصلی دوره دوم ریاست جمهوری بر سیاست داخلی متمرکز بود.
در سال ۱۹۵۲، در دوران ریاست جمهوری او، پانزدهم بازی‌های المپیک تابستانی در فنلاند برگزار شد که در هلسینکی برگزار شد. در همان زمان این بازی‌ها را افتتاح کرد.
او در ۱۸ سپتامبر ۱۹۵۴ با فرمان شورای عالی اتحاد جماهیر شوروی نشان لنین را دریافت کرد.
در اوایل سال ۱۹۵۶، وی از نامزدی خود برای ریاست جمهوری انصراف داد و در همان سال درگذشت.